# Higinio Cazón
Higinio D. Cazón (Tucumán, 1864 - Balcarce, 1914) fue un payador, escritor y compositor argentino. Grabó alguno de los primeros tangos criollos, como "El Taitá". Publicó un folleto llamado Alegrías y Pesares, donde se incluyó su composición "Bajo el Ombú Copioso", lo cual hizo que lo reconocieran como poeta. El 30 de junio de 1896 se trenzó en una payada contrapuntista con Gabino Ezeiza, en el Teatro Doria de Buenos Aires. Trenzó amistades con otros payadores de la época, en especial con Madariaga y Ángel Villoldo, lo cual hizo que formaran un grupo de tango. Falleció de repente en una gira musical, en la ciudad de Balcarce.
Se reunía en el Café de los Angelitos con otros artistas de la época, tales como Gabino Ezeiza y Carlos Gardel. Debido a esto, fue inmortalizado al ser mencionado en la canción "Café de los angelitos", de Cátulo Castillo.